# Lukáš Jánošík
Lukáš Jánošík (ur. 5 marca 1994 w Hôrkach) – słowacki piłkarz występujący na pozycji lewego lub prawego skrzydłowego w słowackim klubie MŠK Žilina, którego jest wychowankiem. W swojej karierze grał również w MŠK Rimavská Sobota, Tatranie Liptowski Mikułasz i Dynamie Czeskie Budziejowice.

## Sukcesy

### Klubowe
MŠK Žilina
- Mistrzostwo Słowacji: 2016/2017